# 카가미네 린·렌
카가미네 린·렌(일본어: 鏡音リン・レン, Kagamine Rin/Len)은 크립톤 퓨처 미디어가 2007년 12월 27일 별자리 염소자리를 발매한, 야마하의 보컬 음성합성 소프트웨어 VOCALOID2를 기반으로 한 소프트웨어 및 소프트웨어의 캐릭터를 가리킨다.

## 개요
하츠네 미쿠의 뒤를 이은 캐릭터 보컬 시리즈의 제2탄이며, 성우 시모다 아사미의 목소리를 채용하여 만들었다. 성우 시모다 아사미가 1인2역으로 여성 목소리인 카가미네 린과 남성 목소리인 렌의 음성을 담당했다. 2008년 7월까지 약 2만개를 출하했으며, 하츠네 미쿠에는 미치지 못하는 판매량이지만 DTM 소프트웨어로서는 큰 매출을 기록했다.
하츠네 미쿠가 한참 인기를 끌 때쯤 카가미네 린·렌이 발표되었기 때문에 카가미네 린·렌 또한 큰 인기를 얻게 되었다.
패키지 일러스트는 일러스트레이터 KEI가 담당했으며 카가미네 린·렌 뿐만 아닌 하츠네 미쿠와 메구리네 루카의 일러스트도 담당하였다. 린렌 모두 노란색에 가까운 오렌지색의 단발과 푸른 눈동자, 헤드셋은 흰색, 복장은 흰색 바탕의 검은색의 세일러복을 입고 있으며 린은 소매없는 상의와 리본, 렌은 반소매이고 넥타이를 하고 있다.. 캐릭터 보컬 시리즈를 뜻하는 문신 “02”는 린에게만 있으며 렌은 반소매 상의를 입고 있으므로 문신이 있는지 없는지 알 수 없다.
린과 렌은 초반에 쌍둥이가 아니냐, 또는 거울에 비친 분신이 아니냐는 등의 추측이 돌았지만 그것은 동인설정일 뿐, 실제 공식 설정은 아무것도 없다.
이름의 의미는 “거울소리(鏡音)”라는 뜻을 가지고 있으며 이는 동인설정과 관계 없으며 그저 코드 네임 같은 것이라고 한다.
사실 처음에는 린만 출시할 예정이었으나 여러 이유로 인해 긴 회의 끝에 렌이 탄생하여 함께 출시됐다고 한다.
2010년 12월 27일에 목소리 라이브러리를 확장시킨 “카가미네 린렌·어펜드 (RIN/LEN APPEND)”가 발매되었다. 공식 페이지에는 “격렬함, 따뜻함, 달콤함, 덧없음… 린렌의 새로운 가성을 이끌어내는 확장 음원 ×6”이라고 소개되어 있고 린은 “POWER(파워)”, “WARM(웜)”, “SWEET(스위트)”가 있으며, 렌은 “POWER(파워)”, “COLD(콜드)”, “SERIOUS(시리어스)”가 있다. 어펜드를 사용하려면, “카가미네 린·렌 ACT2”가 설치되어 있어야 한다.
메구리네 루카와 함께 VOCALOID3를 탑재채용한 “카가미네 린·렌 V3”를 개발중이었으나 야마하에서 VOCALOID4가 출시되어 V4로 변경개발하여 2015년 12월 24일 크리스마스 이브에 정식발매되었다

## 미디어 믹스

### 만화·도서
메이커 비공식 하츠네 믹스(작: KEI, 출판: 자이브)
《월간 코믹 러쉬》2008년 1월호부터 연재가 시작되어 2010년 12월호에 연재 종료. 작화는 하츠네 미쿠의 캐릭터 디자인을 한 KEI 자신이 다루지만 캐릭터의 이미지를 고정하지 않도록 비공식적으로 취급되고 있다. 따라서 매번 다르게 구성 옴니버스 형식의 단발 스토리가 있는 것이 특징. 2010년 11월까지 총 3권이 발행되었다. 만화 내 설정에서는 렌은 린의 동생이라는 설정이고, 하츠네 미쿠는 린렌의 언니라는 설정이다.
하츠네 미쿠의 일상 로이빠라!(작: 온타마(おんたま) 출판: 카도카와 서점)
《월간 콤프 에이스》2008년 2월호부터 연재 중의 디폴메 캐릭터의 하츄네 미쿠를 주인공으로 한 4컷 만화 . 저자 “온타마(おんたま)”는 Otomania (원안) 및 Tamago (작화)에 의한 유닛이다. 카가미네 린렌을 모델로 한 캐릭터 “카구오미네 렌(かぐぁみねレン)”과 “카구오미네 린(かぐぁみねリン)”이 등장.
하츠네 미쿠 앤솔로지 코믹(ジャイブ)
많은 작가에 의한 앤솔로지 코믹. 2권까지 발매되고 있으며, 피아프로와의 연동 기획으로 일반 공모의 일러스트 등도 사용되고 있다. 카가미네 린렌이 등장하는 만화도 게재되어 있다.
〈악의 딸〉노벨 시리즈 (작: 악의P (mothy), 출판: PHP 연구소)
악의P(mothy)가 카가미네 린·렌을 이용하여 발표 한 곡〈악의 딸〉을 시작으로 하는 악곡의 소설화. 2010년 8월부터 2012년 3월까지 총 4권이 출간되었다. 카가미네 린을 모델로 한 캐릭터 '릴리안느 루시펜 도트리슈(リリアンヌ=ルシフェン=ドートゥリシュ)'와 카가미네 렌을 모델로 한 캐릭터 '알렌 아바도니아(アレン=アヴァドニア)'가 등장.
악의 하인 (만화: 네코야마 미야오(猫山宮緒), 작: mothy_ 악의P, 출판: 자이브)
악의P(mothy)가 카가미네 린·렌을 이용하여 발표한 곡의 만화화. VOCALOID를 모델로 한 캐릭터가 등장한다.
주간 처음 하츠네 미쿠 (작: 하야시 켄타로 출판: 슈우에 이샤)
《주간 영 점프》2010년 40호부터 연재가 시작되어 2013년 34월호에 연재 종료 개그 4컷 만화. 단행본은 전 3권. 이 만화에 등장하는 하츠네 미쿠의 눈은 눈동자가 없는 땜납 상태로 되어있다. 잡지 홈페이지에 저자 블로그《노려라 일간 첫 하츠네 미쿠》도 있다. 카가미네 린렌도 등장.
꼬마 미쿠씨(작: 미나미, 출판: 마이크로 매거진 사)
하츠네 미쿠을 데포 “꼬마 미쿠”를 주인공으로 하는 4컷 만화. 연재는 WEB상에서 행해져 2011년 9월 코믹 제 1권이 발매되었다. 카가미네 린렌도 등장.
벚꽃의 비 (원작·원안: halyosy, 저자: 후지타 료, 스튜디오 하드 디럭스 (1권), 아마미야 히토미 (2권·스핀오프), 출판: PHP 연구소)
halyosy(森晴義)가 하츠네 미쿠를 이용해 발표한 곡〈벚꽃의 비〉의 소설화. 카가미네 린을 모델로 한 캐릭터 “령(鈴)”과, 렌을 모델로 한 “련(蓮)”이 등장.
코코로(ココロ) (원작: 트라볼타, 저자: 이시자와 카츠 요시미, 출판: PHP 연구소)
트라볼타가 카가미네 린렌을 이용해 발표한 곡을 바탕으로 한 소설. 카가미네 린을 모델로 한 휴머노이드가 등장.
죄수와 종이 비행기 (작: 猫口眠@囚人P, 출판: PHP 연구소)
猫口眠@囚人P가 카가미네 린·렌을 이용하여 발표한 곡〈포로〉와〈종이 비행기〉의 소설화. 카가미네 렌을 모델로 한 “420번”, 카가미네 린을 모델로 한 “울타리 너머의 소녀”가 등장. 2012년 6월 발매.
은밀한 ~흑의 맹세~ (작: 물방울P, 출판: PHP 연구소)
히토시즈P가 카가미네 린·렌을 이용하여 발표 한 곡 〈은밀한 ~흑의 맹세~〉의 소설화. 카가미네 린·렌을 모델로 한 캐릭터가 등장.
비밀경찰 (원작: 브리루(ぶりる), 저자: 이시자와 카츠 요시미(石沢克宜), 출판: PHP 연구소)
브리루가 하츠네 미쿠를 이용해 발표한 곡〈비밀경찰〉을 바탕으로 한 소설. 카가미네 린을 모델로 한 “린 플로린 폰 큔(リンフローリン・フォン・キューン)”과 카가미네 렌을 모델로 한 “카가미네 렌(カガミネ・レン)”이 등장. 2012년 11월 발매.
여기는 행복 안심 위원회 입니다. (원작: 우타타P, 저자: 토리 히츠지 토리(鳥居羊), 출판: PHP 연구소)
작사 토리 히츠지 토리, 작곡 우타타P가 하츠네 미쿠를 이용해 발표한 곡〈여기는 행복 안심 위원회 입니다.〉를 배경으로 한 소설. 카가미네 린을 모델로 한 “황파름(黄波凛)”과 카가미네 렌을 모델로 한 “황파련(黄波漣)”이 등장. 2013년 1월부터 2014년 1월에 걸쳐 전부 3권이 발매되었다.
천본앵 (원작: WhiteFlame/쿠로우사P, 저자·일러스트: 이치토 마루(一斗まる), 출판: 아스키 미디어 웍스)
쿠로우사P가 하츠네 미쿠를 이용해 발표한 곡 〈천본앵〉을 바탕으로 한 소설. 카가미네 린을 모델로 한 캐릭터 “카가미네 린(鏡音鈴)”과 카가미네 렌을 모델로 한 “카가미네 렌(鏡音錬)”이 등장.
린짱나우!(リンちゃんなう!) (원안·저자: sezu, 감수: 가루나(오와타P), 그림·만화: 타무라 히로, 출판: 이치진샤(一迅社))
sezu가 하츠네 미쿠와 메구리네 루카를 이용하여 발표한 곡〈린짱나우!〉를 배경으로 한 소설·만화.
카가미네 린을 다양한 시추에이션에서 주인공이 있는 단편집.
스키 키라이(スキキライ, 좋아 싫어해) (원안: HoneyWorks, 저자: 후지타니 토코(藤谷燈子), 출판: 카도카와 서점)
HoneyWorks가 카가미네 린렌을 이용하여 발표한 곡 〈스키키라이〉, 〈울보 남자친구〉, 〈하지마리노 사요나라(ハジマリノサヨナラ)〉를 바탕으로 한 소설. 카가미네 린을 모델로 한 “音崎鈴(오토자키 스즈, 음기령)”과 카가미네 렌을 모델로 한 “加賀美蓮(가하미련, 카가미 렌)”가 등장. 2013년 10월 발매.
도쿄 전뇌 탐정단 ( 원작: PolyphonicBranch, 저자: 石沢克宜, 일러스트: MONO, 출판: PHP 연구소)
하츠네 미쿠를 이용해 발표한 곡 〈도쿄 전뇌 탐정단〉을 바탕으로 한 소설. 카가미네 린렌을 모델로 한 캐릭터가 등장. 2013년 10월 발매.
선생님과 소녀 소동 (원안: 마이너스(マイナス)P・원더풀☆오포츄니티!(ワンダフル☆オポチュニティ!) 저자: 비우키(美雨季), 출판: KADOKAWA/카도카와 서점)
마이너스P가 카가미네 린렌을 이용해서 발표한 곡 〈선생님과 소녀 소동〉을 바탕으로 한 소설. 카가미네 린을 모델로 한 “카노마미네 린(加々峯リン)”과 카가미네 렌을 모델로 한 “카가미네 렌(鏡音レン)”이 등장.
2014년 1월 발매.
악의 대죄 악식녀 콘치타
Mothy 악의p가 발표한 소설. 카가미네 린을 모델로 한 "아르테"와 카가미네 펜은 모티브로 한 "폴로"가 등장

### 게임
팡야 (게임 포트)
온라인 게임 팡야 일본판에서 2008년 6월 기간 한정 아이템으로 카가미네 린·렌의 의상이 판매되었다. 2009년 6월 재판매가 이루어지고 이 때 ACT2 의상 대응도 이루어졌다. 또한 2009년 7월 한국판에서도 카가미네 린·렌 의상이 판매되었다. 2011년 11월에는 어펜드 의상도 판매되었다.
버추어 파이터 5R (세가)
아케이트용 대전 격투 게임. 캐릭터에 장착할 수 있는 사용자 정의 항목의 하나로서 하츠네 미쿠와 함께 카가미네 린렌 인형이 추가되었다.
마이니치 이시쇼 (소니 컴퓨터 엔터테인먼트)
플레이스테이션 3 소프트웨어 《마이니치 잇쇼》에서 방송되는 정보 프로그램 토로 스테이션의 “마이니치 잇쇼 2주년 기획 토로스테 24시간 마라톤”의 24시간 마라톤 제15구(2008년 11월 16일 방송) 하츠네 미쿠와 함께 게스트로 출연하여 노래를 선보였다.
하츠네 미쿠 -Project DIVA- (세가)
하츠네 미쿠를 주역으로 하는 플레이스테이션 포터블용 게임 소프트. 카가미네 린·렌도 등장.
라테일 (게임 포트)
2009년 11월 패션 장비 “넨도로이드 푸치 카가미네 린·카가미네 렌”이 구현되었다. 또한 12월에는 의상도 구현되었으며, 2011년 3월에도 의상이 판매되었다.
하츠네 미쿠 보카로×라이브! (크립톤)
프로듀서로 하츠네 미쿠를 비롯한 VOCALOID의 캐릭터를 육성하는 휴대전화의 육성형 시뮬레이션 게임. Mobage에서 2010년 5월 20일부터, GREE에서 같은 해 8월 10일부터볼 수 있다.
TinierMe, 앳 게임 (지 크레스트)
세르피(움직이는 아바타)의 아이템이 등장하는 다른 스페셜 스테이지에서 음악을 배포하는 라이브 이벤트를 개최. 영어 버전 TinierMe에서 2010년 7월 20일부터, 일본어 버전 앳 게임에서는 8월 3일부터 시작.
하츠네 미쿠 그래피 컬렉션 (크립톤)
VOCALOID 캐릭터들을 소재로 한 휴대전화용 카드 육성형 시뮬레이션 게임. Mobage에서 2012년 2월 20일부터 볼 수 있다. mixi에서 2013년 3월 11일부터 볼 수 있다.
하츠네 미쿠 and Future Stars Project mirai (세가)
2012년 3월 8일 3DS 전용 소프트 《하츠네 미쿠 and Future Stars Project mirai》가 발매되었으며, 2013년 11월 28일에《하츠네 미쿠 Project mirai 2》가 발매, 2015년 5월 28일 《하츠네 미쿠 Project mirai 디럭스》가 한국과 일본에 동시 발매되었다. 북미판은 2015년 9월 9일, 유럽판은 2015년 9월 11일에 발매예정. 카가미네 린렌도 등장.
마비노기 (넥슨)
2013년 12월 넥슨은 일본 크립톤 퓨처 미디어와 제휴를 맺고 자사의 인기 MMORPG “마비노기”에 캐릭터 보컬 시리즈 “하츠네 미쿠” 프로모션을 진행한다. 하츠네 미쿠를 비롯해 KAITO와 카가미네 린·렌도 등장한다.
삼국지 퍼즐 대전 (Cygames)
네이티브 애플리케이션《삼국지 퍼즐 대전》에서 2013년 12월 16일 ~ 29일에 걸쳐 콜라보레이션 실시. 게임 진행 중에《삼국지 퍼즐 대전》캐릭터 의상을 입은 “카가미네 린”, “카가미네 렌”, “메구리네 루카”, 그리고 마지막으로 “하츠네 미쿠”가 나타난다. “하츠네 미쿠”는 삼국지의 세계에 내려온 우아한 선녀라는 설정이 있다.
공성전기◆바하무트 그리드(攻城戦記◆バハムートグリード) (코어 엣지)
2013년 9월 19일부터 9월 22일까지 콜라보레이션 이벤트가 진행되었다.

## 프로필과 캐릭터 관련

### 프로필

#### 카가미네 린
- 성별: 여
- 발매일: 2007년 12월 27일
- 별자리: 염소자리
- 나이: 14세
- 신장: 152cm
- 체중: 43kg

#### 카가미네 렌
- 성별: 남
- 발매일 : 2007년 12월 27일
- 별자리 : 염소자리
- 나이: 14세
- 신장: 156cm
- 체중: 47kg

### 캐릭터
카가미네 린·렌은 소프트웨어 뿐만 아닌 캐릭터로도 많은 인기를 얻었기에 많은 사람들에 의해 2차 창작이 활발히 이루어졌다. 이러한 상황으로, 피아프로는, “피아프로 캐릭터 라이센스”와 그에 근거한, “캐릭터 이용 지침”이 결정되었다. 라이센스의 내용에 따르면 캐릭터를 이용한 비영리 무상의 범위에서 2차 창작 활동을 공식적으로 인정하고 있으며, 비영리 유상 2차 창작물의 배포를 위한 “피아프로 링크”라 하는 구조가 제공되고 있다. 캐릭터의 이미지나 타인의 권리를 침해하는 등의 행위는 규제되고 있다.
이는 카가미네 린·렌 뿐만 아닌 캐릭터 보컬 시리즈인 “하츠네 미쿠”, “메구리네 루카”와, 초대 VOCALOID인 “MEIKO”와 “KAITO”도 포함된다.

## 음원
카가미네 린·렌은 여자 목소리인 린과 남자 목소리의 렌 2개의 라이브러리를 수록하고 있다. 이는 성우 시모다 아사미의 일인이역으로 린과 렌의 음성을 공급한 것이다.
하츠네 미쿠와는 다르게 “탄력있는 목소리”, “힘있는 목소리”를 지향해 개발 했다.
카가미네 린·렌은 2007년 12월 27일에 발매된 ACT1과 2008년 7월 18일에 발매된 ACT2로 나뉜다.
현재는 ACT2만 판매하고 있으며 이전 버전 ACT1은 취급이 어렵고, 일반적으로 노래를 시키는 것만으로도 기법을 필요로 하고 있는 부분이 있었다고 한다. ACT2에서는 소리를 잇는 부분을 부드럽게 하고, 노이즈 성분을 감소시켜 이전 버전보다 간단하고 정확하게 노래 할 수 있도록 튜닝되어 있다. 일부 다시 녹음된 음성 데이터도 사용되었다고 한다. 기존 사용자의 경우 2008년 9월 20일까지 구 버전의 라이센스를 등록한 경우 무상으로 업데이트 디스크의 배포가 이루어졌다. 이전 버전에서의 업데이트는 새로운 라이브러리가 하나씩 추가되는 형태로 ACT1 라이브러리와 ACT2 라이브러리가 공존할 수 있기 때문에 ACT1과 ACT2를 합해 총 4개의 라이브러리를 사용할 수 있게 된 것이다. 또한 2008년 7월 18일의 ACT2 릴리스 이후의 상품은 ACT2 라이브러리만 수록하고 있다. 앞으로 ACT1 라이브러리는 구입할 수 없다.
2010년 12월 27일에는 기존 음원을 확장시킨 “카가미네 린렌·어펜드 (RIN/LEN APPEND)”가 발매되었다. 어펜드에서는 종래의 활발한 목소리에 대한 음영이 붙는 감정을 느끼는 목소리가 지향되고 있다. 또한 “카가미네 린렌·어펜드 (RIN/LEN APPEND)”를 사용하려면 “카가미네 린·렌 ACT2”가 설치되어 있어야하며, 어펜드만 사용할 수 없다.
어펜드 린과 렌의 “POWER”라이브러리는 ACT2에서 잃어버린 ACT1의 특성이 재현된 라이브러리라고 한다.

### 카가미네 린·렌
| 패키지              | 라이브러리  | 자신있는 장르                       | 자신있는 템포 | 자신있는 음역 |
| ------------------- | ----------- | ----------------------------------- | ------------- | ------------- |
| 카가미네 린·렌 ACT2 | 카가미네 린 | 일렉트로 & 락계 팝·가요곡 엔카계 팝 | 85~175BPM     | F#3~C#5       |
| 카가미네 린·렌 ACT2 | 카가미네 렌 | 댄스 & 락계 팝·가요곡 엔카계 팝     | 70~160BPM     | D3~C#5        |

### 카가미네 린렌·어펜드 (RIN/LEN APPEND)
| 데이터베이스 | 특징                                                               | 자신있는 장르                                     | 자신있는 템포 | 자신있는 음역 |
| ------------ | ------------------------------------------------------------------ | ------------------------------------------------- | ------------- | ------------- |
| RIN POWER    | 강한 의지를 느끼게 하는 순수한 힘. 격렬하게 불타는 소녀 목소리     | 락계 일반, 팝, 댄스, 트로트                       | 65~170BPM     | F3~B4         |
| RIN WARM     | 미열을 띤 음색에 따뜻한 온기를 느끼는 소녀 목소리                  | 소프트 록, 발라드, 팝, 포크                       | 60~160BPM     | F3~B4         |
| RIN SWEET    | 상냥한 숨소리가 고막을 어루어 만지는 달콤한 위스퍼 보이스(♀)       | 보사노바, 프렌치 팝, 앰비언트, 일렉트로니카       | 55~155BPM     | G3~C5         |
| LEN POWER    | 중저음의 존재감, 기릿(ギリッ)한 고음이 상징적인 긴장된 소년 목소리 | 락계 일반, 팝, 댄스, 트로트                       | 65~170BPM     | A2~D4         |
| LEN COLD     | 서늘한 애수를 풍기는 부드러운 발음이 매력적인 소년 목소리          | 소프트 록, 팝, 포크, 발라드                       | 60~160BPM     | B2~C4         |
| LEN SERIOUS  | 덧없고도 정감 넘치는 음색. 외롭게 진지함을 울리는 위스퍼 보이스(♂) | 포스트 록, 사이키델릭 앰비언트~더블, 일렉트로니카 | 55~155BPM     | A2~C4         |

### 데모송
- 카가미네 린·렌

1. 鏡音リン・レン act2 「ACTION」
2. 鏡音リン・レン act2 「夏の海」

- 카가미네 린렌·어펜드 RIN/LEN APPEND Another Samples

1. わすれんぼう(アゴアニキ/RIN POWER)
2. 鏡音リン「右肩の蝶」(작사:水野悠良, 작곡:のりぴー/RIN POWER)
3. 鏡音レン「右肩の蝶」(작사:水野悠良, 작곡:のりぴー/LEN POWER)
4. soundless voice (ひとしずくP／やま△/LEN POWER, LEN COLD)
5. リンレンラリリン (ゆにめもP/RIN POWER, LEN POWER, RIN SWEET, LEN SERIOUS)
6. 悪ノ娘 (mothy_悪ノP/RIN POWER, RIN WORM)
7. 悪ノ召使 (mothy_悪ノP/LEN POWER, LEN COLD)
8. アウト オブ エデン(Kouhei/LEN POWER)
9. サンドスクレイパー -砂漠の特急線- (右近（ミク詐欺P）/LEN POWER, LEN SERIOUS)
10. リン廃宣言 (ジェバンニP/RIN WORM)
11. Darkness Six (AVTechNO!/LEN POWER)
12. 僕は灰猫 (작사:裏花火, 작곡:におP/LEN POWER, LEN COLD)
13. よつばのクローバー (トラボルタ/RIN WORM, RIN SWEET)
14. 炉心融解 (작사:kuma(alfred), 작곡:iroha(sasaki)/RIN POWER)
15. 送墓唄 (mayuko/RIN POWER, RIN SWEET, LEN POWER, LEN SERIOUS)
16. 君に捧ぐファンタジア (polyphonicbranch/LEN POWER, LEN COLD, LEN SERIOUS)
17. 迷子ライフ (TOKOTOKO（西沢さんP）/RIN POWER)
18. 紡唄 -つむぎうた- (DATEKEN/RIN SWEET, LEN POWER)
19. ハローノストラ (リン＆フューチャーナウ/RIN POWER, RIN WORM, RIN SWEET)
20. レンラクマダー？ (ライブP/RIN POWER)
21. 囚人 (囚人P/LEN POWER, LEN COLD, LEN SERIOUS)
22. イケ恋歌 (작사:ダラリ, 작곡:れれれP/LEN POWER)
23. 下剋上 (一行P/RIN POWER, RIN WORM, RIN SWEET, LEN POWER, LEN COLD, LEN SERIOUS)
24. Imitator (U-ta/ウタP/LEN POWER)
25. Transmit (Dios/シグナルP/RIN POWER, RIN WORM, RIN SWEET)
26. Seeker Rin ver. (작사/작곡:No.D, 편곡:ぺぺろんP/RIN POWER)
27. パラジクロロベンゼン (オワタP/RIN POWER, LEN POWER)
28. ナゾトキ (ひなた春花/LEN POWER)

## 같이 보기
- VOCALOID
- 시모다 아사미
- 캐릭터 보컬 시리즈
- 크립톤 퓨처 미디어
  - MEIKO
  - KAITO
  - 하츠네 미쿠
  - 메구리네 루카